# Dambasuren Batsuren
Dambasürengiin Batsüren, in mongolo Дамбасүрэнгийн Батсүрэн (Ulan Bator, 22 gennaio 2004), è uno scacchista mongolo.
È registrato dalla FIDE con il nome Dambasuren Batsuren.
Ha ottenuto il titolo di Grande Maestro in ottobre 2020, all'età di 16 anni e 9 mesi.
Nel 2017 ha vinto a Montevideo il Campionato del mondo giovanile U14.
In giugno 2021 ha vinto il torneo di selezione per la Coppa del Mondo di scacchi 2021.
Ha raggiunto il massimo rating FIDE a novembre 2022 con 2525 punti Elo.